# Lisle-en-Rigault
Lisle-en-Rigault is een gemeente in het Franse departement Meuse (regio Grand Est) en telt 537 inwoners (2005). De plaats maakt deel uit van het arrondissement Bar-le-Duc.

## Geografie
De oppervlakte van Lisle-en-Rigault bedraagt 10,5 km², de bevolkingsdichtheid is 51,1 inwoners per km².
De onderstaande kaart toont de ligging van Lisle-en-Rigault met de belangrijkste infrastructuur en aangrenzende gemeenten.

## Demografie
Onderstaande figuur toont het verloop van het inwonertal (bron: INSEE-tellingen).